# 4556 Gumilyov
A 4556 Gumilyov (ideiglenes jelöléssel 1987 QW10) a Naprendszer kisbolygóövében található aszteroida. Ljudmila Georgijevna Karacskina fedezte fel 1987. augusztus 27-én.